# Sorbiers (Loira)
Sorbiers è un comune francese di 7 729 abitanti situato nel dipartimento della Loira nella regione dell'Alvernia-Rodano-Alpi.

## Società

### Evoluzione demografica
Abitanti censiti

## Amministrazione

### Gemellaggi
La città è gemellata con:
- Novi Ligure